# ジョン・シモンズ (外野手)
ジョン・アール・"ジョニー"・シモンズ（John Earl "Johnny" Simmons、1924年7月7日 - 2008年8月1日）は、アメリカ合衆国のプロ野球選手、プロ・バスケットボール選手。

## 概要
アラバマ州バーミングハム出身。学生時代はニューヨーク大学に学び、同大学からプロ・スポーツ選手となった最も初期の出身者のひとりである。プロ・バスケットボール選手のコニー・シモンズは、弟である。
バスケットボールでは、BAA（Basketball Association of America：NBAの設立当初の名称）のボストン・セルティックス、アメリカン・バスケットボール・リーグ（1925年から1955年まで存続したABL）のトロイ・セルティックス、ニューヨーク州プロ・リーグ (New York State Professional League, NYPL) のスケネクタディ・パッカーズでプレイした。BAAでは、1946年/1947年の1シーズンだけであったが、60試合に出場し、ロング・シュート決定率.280、フリーシュート決定率.614、1試合あたりの得点は5.3であった。
野球では、メジャーリーグベースボール (MLB) で外野手であり、1949年にワシントン・セネターズ（ミネソタ・ツインズの前身）でプレイした。1シーズンだけであったが、生涯成績は打率.215、本塁打0、打点5であった。
ニューヨーク州ファーミングデールで死去した。